# Heteropoda hupingensis
Heteropoda hupingensis är en spindelart som beskrevs av Peng och Yin 200. Heteropoda hupingensis ingår i släktet Heteropoda och familjen jättekrabbspindlar. Inga underarter finns listade i Catalogue of Life.